# مارینا گلبهاری
مارینا گلبهاری زادهٔ (۱۹ اسفند ۱۳۶۷) هنرپیشه اهل افغانستان است. او اکنون در فرانسه زندگی می‌کند و در بیش از بیست فیلم سینمایی با کارگردان‌های افغانستانی و خارجی بازی کرده است.
از فیلم‌ها یا برنامه‌های تلویزیونی که او در آن نقش داشته است می‌توان به اسامه اشاره کرد. مارینا در سال ۲۰۰۳ برندهٔ بهترین جایزه بازیگر جوان برای فیلم اسامه از جشنواره بین‌المللی فیلم کی‌یف مولودیست شده‌است.

## فیلم‌شناسی
- اسامه
- خاک و مرجان